# 참고표
참고표(參考標, reference mark)는 다음 내용을 참고하라는 의미로 사용하는 문장 부호이다.

## 다른 말

### 대한민국
당구장 간판에 흔히 쓰이는 그림(큐 2개와 당구공 4개)과 비슷하여 '당구장 표시'라고도 한다.

### 일본
米(쌀 미)자와 비슷한 모양이라 하여 고메지루시(米印, 쌀 표시)라고 한다.

## 같이 보기
- 별표